# الجبر الكاذب
في عالم الرياضيات، الجبر الكاذب هي حزم من متجهة المساحة {\displaystyle A\rightarrow M} مع بعضها هي وقوس الكذب على مساحة اقسامها {\displaystyle \Gamma (A)} وتشكل حزمة متجه {\displaystyle \rho :A\rightarrow TM} ملبية لقاعدة ليبنيز. وعلى هذا الاساس يمكن قول الكذبة الجبرية على اتها تعميم متعدد الاشياء لجبر الكاذب.
الكذبة الجبرية تلعب نفس دور في نظرية مجموعات الكذب التي تلعبها الجبر الكاذب في نظرية مجموعات الكذب وهي اختزال المشاكل االعالمية إلى مشاكل متناهية الصغر.
فالحقيقة أي مجموعة كذب تؤدي إلى ظهور الكذبة الجبرية، وهي الحزمة الرأسية لخريطة المصدر المقيدة في الوحدات.ومع ذلك على عكس الجبر الكاذب فليست كل مجموعة كذب تؤدي إلى ظهور الكذبة الجبرية.
تم تقديم الجبر الكاذب في عام 1967 من قبل جان برادينز.

## التعريف والمفاهيم الأساسية
الكذبة الجبرية هي ثلاثية {\displaystyle (A,[\cdot ,\cdot ],\rho )} تتكون من
- متجهة مساحة {\displaystyle A} فوق متعدد شعب {\displaystyle M}
- قوس الكذب {\displaystyle [\cdot ,\cdot ]} على مساحة اقسامها {\displaystyle \Gamma (A)}
- تشكل حزم متجهة مساحة {\displaystyle \rho :A\rightarrow TM}، المسماة بال «المرساة»، حيث {\displaystyle TM} هي حزمة الظل من {\displaystyle M}

بحيث يستوفي المرساة والقوس قعدة ليبنيز:
{\displaystyle [X,fY]=\rho (X)f\cdot Y+f[X,Y]}
حيث {\displaystyle X,Y\in \Gamma (A),f\in C^{\infty }(M)} و {\displaystyle \rho (X)f} هي مشتق من {\displaystyle f} على طول حقل المتجه {\displaystyle \rho (X)}.
قد تكتب أيضا {\displaystyle A\to M} عندما تكون القوس والمرساة واضحين من السياق، يشير بعض المؤلفين إلى كتابة الكذبة الجبرية بالطريقة التالية {\displaystyle A\Rightarrow M}، مما يشير إلى «حد» من مجموعات الكذب عندما تصبح الأسهم التي تشير إلى المصدر والهدف «متقاربة للغاية».